# Světlana Witowská
Světlana Witowská, rozená Ševčíková, (* 6. ledna 1973 Litoměřice) je česká novinářka a moderátorka, od června 2018 do srpna 2020 moderovala hlavní zpravodajskou relaci České televize Události a analyticko-zpravodajský pořad Události, komentáře. Od března 2025 působí na Českém rozhlase Plus, kde moderuje pořad Osobnost Plus –⁠⁠⁠⁠⁠⁠ každý čtvrtek, pátek a sobotu se v dvoutýdenním intervalu střídá v moderování s Barborou Tachecí.

## Kariéra
Vystudovala gymnázium v Litoměřicích. Po absolvování Právnické fakulty Univerzity Karlovy pracovala jako redaktorka agentury ČTK a v deníku Mladá fronta DNES. Impulsem k novinářské profesi se pro ni stalo odvolání její kamarádky z funkce soudkyně a snaha jí pomoci medializováním případu v tisku.
V roce 1996 nastoupila do České televize, kde během roku 2005 krátce moderovala hlavní zpravodajskou relaci ČT Události. Od roku 2006 do 2010 pracovala v TV Prima a moderovala její hlavní zpravodajskou relaci. Do České televize se vrátila v roce 2010, kde od roku 2014 do června 2018 moderovala pořad Interview ČT24. V něm vyvolal mediální odezvu rozhovor s Andrejem Babišem z roku 2017, za jehož vedení získala uznání.
V České televizi byla, poté co odmítl Václav Moravec, vybrána za moderátorku debaty prezidentských kandidátů Jiřího Drahoše a Miloše Zemana, která se uskutečnila 25. ledna 2018 v předvečer druhého kola českých prezidentských voleb. Devadesátiminutovou debatu sledovalo rekordních 2,6 milionu lidí. Moderátorský výkon Witowské pro její připravenost, korektnost i věcné vedení diskuse byl vyzdvižen jak veřejností, tak politiky a politickými komentátory. Experti ji dle webu Lidovky.cz označili vítězkou večera. Dne 23. května 2019 moderovala hlavní debatu před volbami do Evropského parlamentu 2019 v budově Národního muzea.
V červnu 2020 oznámila, že končí v hlavních zpravodajských pořadech České televize – Události a Události, komentáře. Jako důvod uvedla pracovní vytížení s tím, že by se chtěla více věnovat malému synovi. Pořad naposledy moderovala v neděli 30. srpna 2020.
V září 2022 oznámila Česká televize na Twitteru, že Světlana Witowská z České televize odchází ke konci října 2022. To následně Witowská potvrdila a ohlásila přechod pod Aktuálně.cz, kde působila od února 2023 jako moderátorka rozhovorového pořadu Spotlight. Na přelomu let 2024 a 2025 se rozhodla z Aktuálně.cz odejít, a to po příchodu nového šéfredaktora Matyáše Zrna.

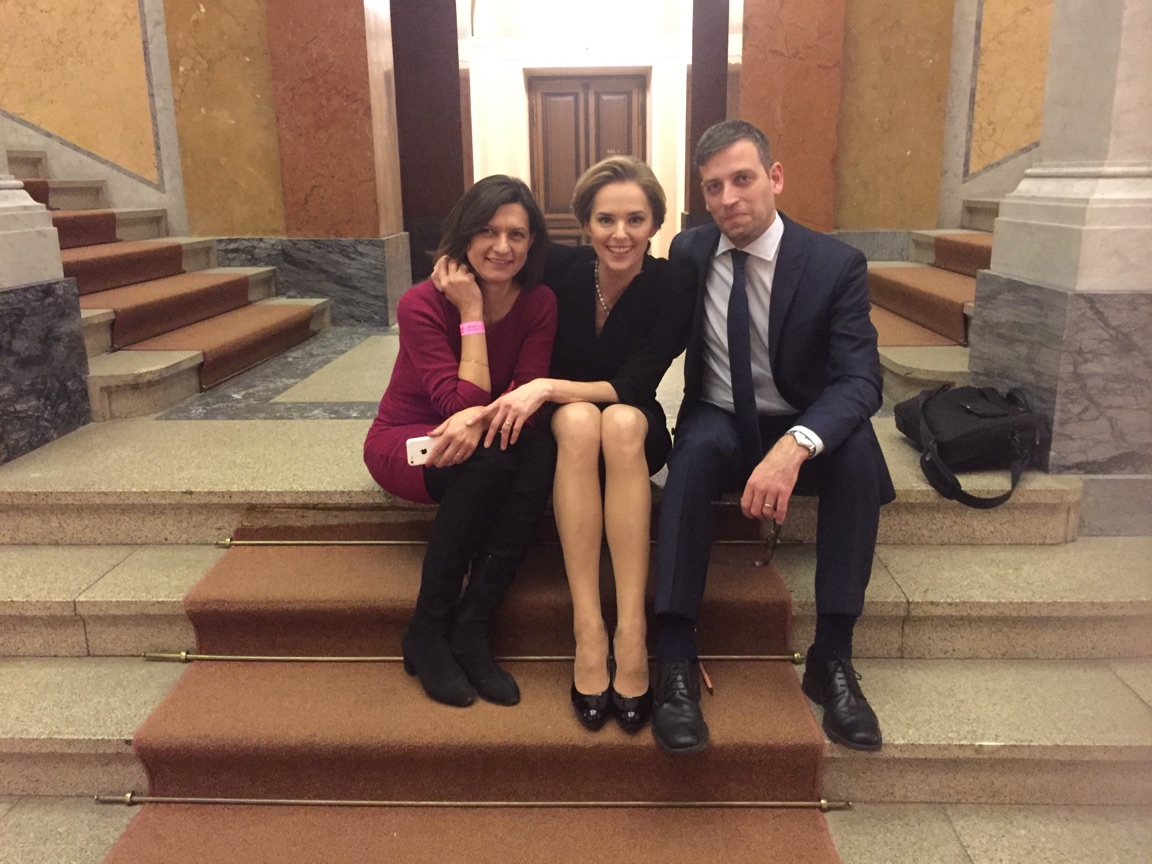
Po skončení prezidentské předvolební debaty v pražském Rudolfinu v lednu 2018

Zabývá se rovněž moderováním různých jednorázových událostí, často ve spolupráci s moderátorem a komentátorem Jindřichem Šídlem. Takto moderovala například akci „Vidíme jasně, co je třeba udělat" na podporu Ukrajiny, celodenní sbírku na nákup vojenských lékárniček pro Ukrajinu s názvem „Operace naděje", nebo vzpomínkovou akci „Karel žije dál" uspořádanou na počest Karla Schwarzenberga v pražské Lucerně v den jeho pohřbu.
V březnu 2025 nastoupila do Českého rozhlasu, kde začala dvakrát týdně moderovat pořad Osobnost Plus.

## Osobní život

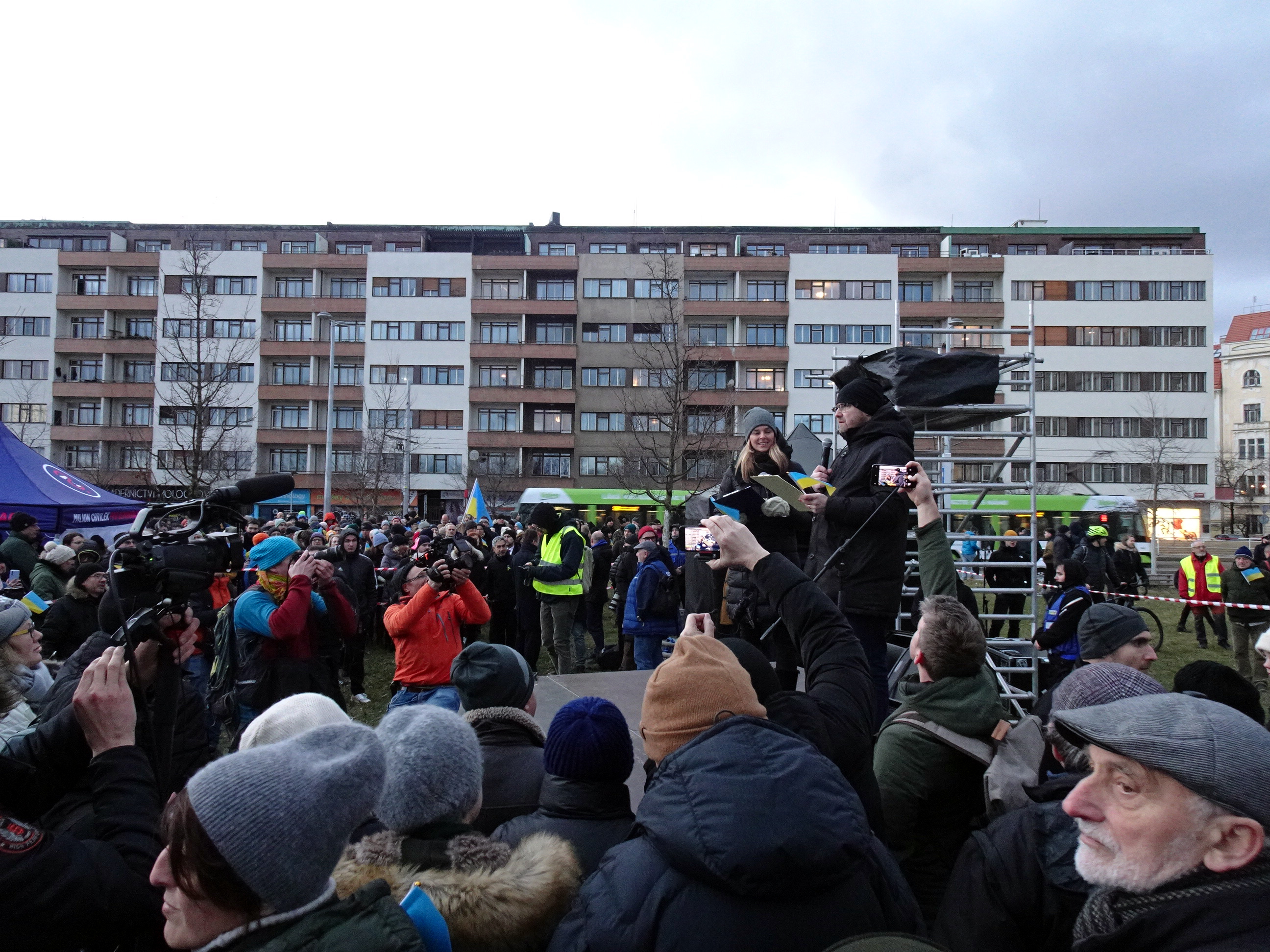
S Jindřichem Šídlem během moderování akce „Vidíme jasně, co je třeba udělat" na podporu Ukrajiny

Z prvního manželství s novinářem Robertem Zárubou má syna Viktora, v té době užívala příjmení Zárubová. V říjnu 2010 se provdala za bankéře Petra Witowského, se kterým má syna Filipa. Jejich manželství bylo rozvedeno počátkem roku 2020. Od roku 2019[zdroj⁠?!] je jejím partnerem bývalý diplomat Petr Kolář.
K roku 2008 se třetím rokem věnovala jako dobrovolnice asistenční péči v Jedličkově ústavu.

## Ocenění
Witowská získala v roce 2017 novinářskou Cenu Karla Havlíčka Borovského. Porotou byla oceněna za vedení rozhovorů s nadhledem, důsledností a elegancí.